# Youssef Rakha
Youssef Rakha (arabiska: يوسف رخا), född i Kairo den 12 juni 1976, är en egyptisk författare och fotograf. Han har en fil kand i engelska och filosofi från brittiska Hull University, och har sedan 1998 arbetat för den engelskspråkiga Kairo-tidningen Al-Ahram Weekly. Han har även arbetat ett år på Abu Dhabi-tidningen The National.
Rakha skriver reportage, reseböcker, skönlitteratur och poesi på både arabiska och engelska, och har ställt ut sina fotografier på Goetheinstitutet i Kairo. Han har gett ut fyra böcker på arabiska: en novellsamling och tre reseböcker. Han var en av de 39 arabiska författare under 40 år som valdes ut till antologin Beirut 39, huvudprojektet när Beirut var Unescos bokhuvudstad 2009.